# Xanthorhoe curcumoides
Xanthorhoe curcumoides là một loài bướm đêm trong họ Geometridae.